# Salvatore Piccioli
Salvatore Piccioli (fl. XVIII-XIX secolo) è stato un ingegnere e cartografo italiano del Granducato di Toscana.

## Biografia
Ingegnere granducale al servizio di Pietro Leopoldo, fu allievo del matematico Pietro Ferroni.
Nel 1778 disegnò insieme all'ingegnere Antonio Capretti la Carta geografica della Provincia Inferiore di Siena. Dal 1781 prese parte alle operazioni di rilevamento topografico dei beni fondiari delle fattorie lorenesi di Sorano, Pitigliano, Castell'Ottieri e San Giovanni delle Contee, in vista dell'alienazione del patrimonio pubblico, condotto da Antonio Capretti insieme a Camillo Borselli e Stefano Diletti. Le indagini prevedevano la redazione di mappe geometriche catastali di carattere sperimentale per l'epoca e terminarono nella primavera del 1784.
In seguito al concordato tra il granducato e lo Stato Pontificio del 1780, realizzò con Antonio Capretti, Giovanni Battista Cecchi, Cosimo Zocchi e altri professionisti, un volume con otto tavole illustrate riguardante i confini sud-orientali tra i due stati, pubblicato a Firenze nel 1788 insieme alla Carta topografica della Valle superiore del Tevere e parte del Casentino. Al 1791 risale il progetto per la realizzazione della nuova strada Firenze-Siena nei territori dell val di Pesa e della val d'Elsa.
Nel 1803 progettò con Gaspero Pampaloni il Teatro San Marco di Livorno, che venne inaugurato il 27 aprile 1806.